# Banane (skladba)
»Banane« je skladba Nece Falk iz leta 1981. Avtor glasbe in besedila je Tomaž Domicelj. Videospot je režiral Njegoš Maravič.

## Snemanje
Producent je bil Dave Cooke. Posneto v ljubljanskem studiu Bimbo in zmiksano v studiu Tivoli. Skladba je bila izdana kot single in na albumih Zlata ladja in Nervozna pri ZKP RTV Ljubljana.

## Zasedba

### Produkcija
- Tomaž Domicelj – glasba, besedilo
- Dave Cooke – aranžma, producent
- Chris Burkett – producent, tonski snemalec

### Studijska izvedba
- Neca Falk – vokal
- Dave Cooke – piano
- Mark Griffiths – električna kitara
- Luis Jardim – bas kitara
- Martyn David – tolkala

## Mala plošča
7" vinilka
- »Banane« (A-stran) – 2:24
- »Živiš jeftine romane« (B-stran) – 2:34